# IS14SH
AQUOS PHONE IS14SH（アクオス・フォン・アイエスいちよんエスエイチ）は、シャープによって日本国内向けに開発された、auブランドを展開するKDDIおよび沖縄セルラー電話のISシリーズの一つで、CDMA 1X WIN対応フルスライド型スマートフォンである。製造型番はSHI14（エスエイチアイいちよん）。メーカー型番はAF21。

## 概要
2011年夏モデルのAQUOS PHONE IS11SH（SHI11）の後継機種で、かつ事実上のリファインモデルにあたる。スライド式フィーチャーフォン風のスマートフォンで、OSにはAndroid 2.3.5（工場出荷時）が用いられている。
CPUは先代のIS11SH同様、クロック周波数が1.4GHzのSnapdragon S2（MSM8655T）が搭載されている。
スマートフォン、フィーチャーフォンに関わらず、同社製のau向け端末としてはこの機種よりL800MHz帯（旧800MHz帯・Bandclass 3）に非対応となった。
IS11SH同様、3.5mmステレオイヤホン（ステレオヘッドホン）ジャックおよび防水機能は非対応。IS11SHに対しROM容量が約2GBから約4GBに、内部データフォルダの容量が約740MBから約1GBに増加している一方で、3D表示に非対応になったことなど、スペックダウンしている機能もある。なおIS11SHと異なり、発話キーおよび終話キー、Delキーはそれぞれテンキー部分に配置されている。

## 歴史
- 2011年（平成23年）12月13日 - 連邦通信委員会（FCC）を通過[3]。
- 2011年12月19日 - KDDI、およびシャープより公式発表。
- 2011年12月23日 - 全国にて一斉発売。
- 2012年（平成24年）1月上旬 - KDDI直営のECサイト「auオンラインショップ」で販売開始。在庫分が無くなり次第販売終了。新規・MNP・機種変更でも扱っている。
- 2012年1月下旬 - KDDIが提供するフィーチャー・フォンのUI風ユーリティ・ツール「かんたんメニュー」に対応した。
- 2012年3月5日 - 最初のケータイアップデートを実施。
- 2012年4月25日 - 2回目のケータイアップデートを実施。
- 2012年6月29日 - 本機に標準でプリセットされている「LISMO Player」の不具合を解消するバージョンアップを実施[4]。
- 2012年7月18日 - 3回目のケータイアップデートを実施。
- 2012年10月4日 - 4回目のケータイアップデートを実施。
- 2012年11月 - 販売終了。
- 2013年（平成25年）3月19日 - 5回目のケータイアップデートを実施。

## プリインストールアプリ
- Skype | au
- jibe
- Foursquare
- Twitter for Android
- mixiSH
- 速デコ
- スライド連携メニュー
- きせかえtouch
- モシモカメラ
- ミニチュアライズカメラ
- Snapeee for Android
- 魚眼カメラ
- ワイヤレス連携対応スマートファミリンク
- au災害対策

## 主な機能・サービス
※PC向けWebブラウザが標準装備されておりFlashコンテンツもフル表示可能。携帯向けサイト(EZWeb)は他のスマートフォンやPCと同じく閲覧不可。
| 主な機能・対応サービス                                                  | 主な機能・対応サービス                           | 主な機能・対応サービス              | 主な機能・対応サービス        |
| ----------------------------------------------------------------------- | ------------------------------------------------ | ----------------------------------- | ----------------------------- |
| Webブラウザ                                                             | LISMO! for Android メディアプレイヤー LISMO WAVE | おサイフケータイ                    | ワンセグ                      |
| au one メール PCメール Gmail EZwebメール                                | デコレーションメール デコレーションアニメ        | Skype au                            | PCドキュメント                |
| au Smart Sports Run & Walk Karada Manager ゴルフ(web版) Fitness、歩数計 | GPS 方位計                                       | au oneナビウォーク au one助手席ナビ | au one ニュースEX au one GREE |
| かんたんメニュー じぶん銀行                                             | 緊急地震速報                                     | Bluetooth                           | 無線LAN機能 (Wi-Fi)           |
| 赤外線通信 (IrSimple)                                                   | WIN HIGH SPEED                                   | グローバルパスポート(CDMA)          | auフェムトセル                |
| microSD microSDHC                                                       | モーションセンサー(6軸)                          | 防水                                | 簡易留守録 着信拒否設定       |

- エコ技
- 安心セキュリティパックは、フル対応
- ベールビュー (覗き見防止フィルタのON/OFF)
- 家庭用レコーダーからの番組持ち出し[13]
- DLNAサーバー 1.5 (Image:JPEG / Audio:MP3,LPCM)

## ケータイアップデート
- 2012年3月5日に最初のケータイアップデートが配信された[14]。アップデートで修正される内容は次の通り。
  - ブラウザを利用してインターネットで地図サイトへ接続して地図をドラッグした際に表示のちらつき、およびスムーズに動作しない場合がある。
- 2012年4月25日に2回目のケータイアップデートが配信された[15]。アップデートで修正される内容は次の通り。
  - 安心セキュリティパックにおける「3LM Security」起動設定後、不要な「パスワード変更通知」の表示。
- 2012年7月18日に3回目のケータイアップデートが配信された[16]。アップデートで修正される内容は次の通り。
  - Wi-Fi接続時の品質の向上。
  - 非対応のメモリカード（microSDXCメモリカード）を取り付けると、メモリカード内のデータが破損する[17][18]。
- 2012年10月4日に4回目のケータイアップデートが配信された[19]。アップデートで修正される内容は次の通り。
  - 災害・避難情報をCメールとして重複受信してしまう不具合の改善。
- 2013年3月19日に5回目のケータイアップデートが配信された[20]。アップデートで修正される内容は次の通り。
  - 「エコ技」設定にて「メールアプリ」を「対象アプリ」として設定した場合、端末のスリープ中、SMS (Cメール) を受信できなくなる事象の改善。